# Fragilitat
|  | Aquest article tracta sobre la propietat dels materials. Vegeu-ne altres significats a «Fràgil (disc)». |

La fragilitat és la propietat d'un material de trencar-se amb facilitat. Tècnicament es defineix com la capacitat d'un material de fracturar-se amb escassa deformació, a diferència dels materials dúctils que es trenquen després de patir acusades deformacions plàstiques. El trencament fràgil té la peculiaritat d'absorbir relativament poca energia, a revera diferència del trencament dúctil, ja que l'energia absorbida per unitat de volum ve donada per: 

{\displaystyle {\frac {dE_{def}}{dV}}={\frac {1}{2}}\sum _{i,j}\sigma _{ij}\varepsilon _{ij}}

Si un material es trenca pràcticament sense deformació les components del tensor deformació {\displaystyle \varepsilon _{ij}\;} resulten petites i la suma anterior resulta en una quantitat relativament petita.

## Fragilitat, ductilitat, duresa i tenacitat
Existeixen altres termes freqüentment confosos amb la fragilitat:
- L'oposat a un material fràgil és un material dúctil.
- La duresa no és oposada a la fragilitat, ja que la duresa és la propietat d'alterar la superfície d'un material, que és quelcom totalment independent de si aquest material quan es fractura té o no té deformacions grans o petites. Com a exemple es pot citar el diamant, que és el material més dur que existeix, però és extremadament fràgil.
- La tenacitat pot estar relacionada amb la fragilitat mitjançant el mòdul elàstic, però en principi un material pot ser tenaç i poc fràgil (com certs acers) i pot ser fràgil i gens tenaç (com el fang cuit).